# Myophonus blighi
El arrenga de Ceilán (Myophonus blighi) es una especie de ave paseriforme de la familia Muscicapidae endémica de la isla de Ceilán.

## Distribución y hábitat
Es endémico de las selvas montanas de Sri Lanka.

## Estado de conservación
Se encuentra amenazado por la pérdida de su hábitat natural.

## En la cultura
Aparece en un sello postal de 75 céntimos de rupia cingalesa de 1979 y en otro de 5 rupias de 2010.